# Musée de Châtellerault
Le Grand Atelier, musée d'art et d'industrie, anciennement musée Auto Moto Vélo est un musée situé à Châtellerault dans les locaux de l'ancienne manufacture nationale. 
Le musée regroupe  des dizaines de véhicules et retrace plus de 100 ans d'histoire automobile. Un espace mis en scène et dédié aux deux-roues présente les cycles à pédales et motorisés. Il souligne l'importance et l'évolution des modes de transport.
Dans cet espace industriel sont réunies les collections des deux musées de la ville : le musée Auto-Moto-Vélo et le musée Sully.

## Le musée Auto-Moto-Vélo

### Historique
Le musée est implanté dans l'ancienne manufacture d'armes de la ville, créée en 1819. Lieu de production d'armes blanches, c'est à partir de 1830 que des armes à feu y sont fabriquées. Après la fermeture du site en 1969, le comte Bernard de Lassée y installe sa collection de véhicules et décide d'ouvrir l'espace au public : naît alors le musée de l'Automobile et de la Technique.
En 1991, à la mort du comte, la ville de Châtellerault achète une partie de ses collections et la présente par le biais d'expositions temporaires, dans le même lieu, jusqu’en 1998, le musée devient alors public contrôlé[pas clair]. Après un chantier de modernisation du site, le musée Auto-Moto-Vélo ouvre.
En 2002, le musée devient un musée de France, à la suite de la loi des Musées.
En novembre 2019, le musée est réorganisé et change de nom pour Le Grand Atelier, musée d'art et d'industrie, et présente deux autres espaces consacrés à la manufacture d'armes de Châtellerault ainsi qu'au cabaret du Chat noir.

### Les collections
Les 3 000 mètres carrés permettent aux visiteurs d'admirer des collections d'automobiles, de motos, de scooters et de vélos. Le public peut également comprendre les évolutions mécaniques, technologiques apportées aux véhicules au fil des siècles ainsi que leur impact dans le développement de la société moderne.
En plus des véhicules, les collections du musée comprennent un ensemble de documents publicitaires (affiches, objets dérivés ...), des pièces mécaniques et autres accessoires utilisés dans les véhicules.
Une fois par an, le musée met en place une exposition temporaire pour mettre en valeur les objets des collections et apporter aux visiteurs un nouveau point de vue sur les transports terrestres.

## Le musée de Sully

### Historique
La ville de Châtellerault décide de créer un musée municipal en 1891. Le maire, Jules Duvau, devient le premier conservateur et donateur, l'ouverture au public est organisée en 1893.
Dans un premier temps, le musée est installé au premier étage de l'hôtel de Ville. En 1899, il est placé dans une salle au rez-de-chaussée du bâtiment (de nos jours salle Clemenceau de la mairie), plus spacieuse pour recevoir les collections.
Le musée devient en 1945 un musée contrôlé par la direction des Musées de France. Il est aménagé dans l'ancien château de Châtellerault et devient le musée Paul-Chéron-de-la-Martinière, propriétaire du château. C'est René Duvau, fils de Jules Duvau, qui en est le conservateur jusqu'à sa mort en 1963.
Entre 1987 et 1988, les collections sont déplacées à l'hôtel Sully.
Le 1er octobre 2004, le musée est fermé en raison de travaux. Les collections sont installées dans des réserves, cependant une partie est exposée au musée Auto-Moto-Vélo, qui devient le lieu d'exposition des collections des deux musées.

### Les collections
Les collections du musée sont en lien avec l'histoire de la ville. Elles sont hétéroclites et comprennent : 
- de la numismatique
- des restes archéologiques, qui regroupent le mobilier découvert sur des chantiers de fouilles locaux
- des photographies
- des d'armes provenant de la manufacture de Châtellerault
- des sculptures parmi lesquelles des pièces réalisées par Aimé Octobre
- des arts graphiques d'artistes locaux comme les œuvres d'Henri Doucet
- des objets d'arts et traditions populaires
- le fond Rodolphe Salis, réalisé par Jules Duvau
- une collection de textile comprenant des coiffes et bonnets donnés par Augustine Guérin

## Fréquentation
| 2010   | 2011   | 2012   | 2013   | 2014   | 2015   | 2016   | 2017   |
| ------ | ------ | ------ | ------ | ------ | ------ | ------ | ------ |
| 12 938 | 14 313 | 13 154 | 13 207 | 10 473 | 20 992 | 10 994 | 11 936 |